# Gregor Foitek
Gregor Reto Foitek (* 27. März 1965 in Zürich) ist ein ehemaliger Schweizer Automobilrennfahrer. Er ist der Sohn von Karl Foitek.

## Karriere
Nachdem Foitek 1986 Meister der Schweizer Formel-3-Serie wurde, gelang ihm noch im selben Jahr der Aufstieg in die Formel 3000. Auch dort erreichte er immer wieder gute Platzierungen, darunter 1988 beim Rennen in Vallelunga einen Sieg, sodass er die Saison 1988 mit dem siebten Rang in der Gesamtwertung abschliessen konnte.
Dank dieser soliden Leistungen konnte sich Foitek für das darauffolgende Jahr 1989 einen Fahrerplatz in der Formel 1 beim unterlegenen EuroBrun-Rennstall aus Italien sichern. Da er sich dort jedoch für kein einziges Rennen qualifizierte, wurde er ab dem Grossen Preis von Italien durch Oscar Larrauri ersetzt. Nach zwei Rennen ohne Fahrerplatz trat er zum Grossen Preis von Spanien beim deutschen Rennstall Rial Racing an die Stelle von Christian Danner, wurde jedoch bereits nach einem Grand Prix von dem Belgier Bertrand Gachot abgelöst. 
Trotz dieser misslungenen Debütsaison, in der er an keinem einzigen Rennen teilgenommen hatte, erhielt Foitek 1990 die Gelegenheit, beim besser aufgestellten Team Brabham zu fahren. Der Vertrag war allerdings auf die ersten zwei Rennen des Jahres beschränkt, und Foitek war verpflichtet, dem Team für jedes Rennen einen Betrag von 200'000 Schweizer Franken zu zahlen. Foitek qualifizierte sich für beide Rennen, konnte aber keines beenden. Ein weiteres Engagement des Schweizers machte Brabham von zusätzlichen Zahlungen abhängig, die Foitek nicht in der geforderten Höhe leisten konnte.
Um Foitek auch zukünftig ein Cockpit in der Formel 1 zu sichern, kauften sein Vater Karl Foitek und der Schweizer Geschäftsmann Peter Monteverdi im März 1990 das britische Team Onyx, das kurz zuvor an politischen und wirtschaftlichen Problemen gescheitert war. Zum dritten Rennen der Saison übernahm Gregor Foitek daraufhin Stefan Johanssons Onyx-Cockpit; sein Teamkollege wurde JJ Lehto. Bis zum Sommer 1990 erreichte er mit dem zunehmend veralteten Onyx ORE-1B zwei Zielankünfte – die einzigen seiner Formel-1-Karriere –, blieb aber jeweils ausserhalb der Punkteränge. Foiteks bestes Ergebnis war der siebte Platz in Monaco. Als das Team keine positive Entwicklung nahm und die Autos zusehends schlechter gewartet wurden, entzog Karl Foitek dem Team im August 1990 seine Unterstützung, und Gregor Foitek kündigte seinen Vertrag mit Monteverdi. Daraufhin stellte Onyx-Monteverdi vor dem Grossen Preis von Belgien den Formel-1-Betrieb ein. 
Einige Tage nach der Trennung von Monteverdi löste Gregor Foitek auch die geschäftlichen Beziehungen zu seinem Vater, der ihn lange Jahre als Manager betreut und finanziell unterstützt hatte. In der Folgezeit gelang es Gregor Foitek nicht mehr, einen Fahrerplatz in der Formel 1 zu bekommen.
Nach seiner Formel-1-Karriere bestritt Foitek 1992 zwei Rennen in der US-amerikanischen Champ-Car-Serie, die er beide mit technischen Defekten beenden musste. Zuletzt machte Foitek im Jahr 2002 durch seine Teilnahme an der Ferrari Challenge auf sich aufmerksam. Nach dem Ende der Rennkarriere begann er mit dem Vertrieb von Luxusfahrzeugen.

## Statistik

### Statistik in der Formel-1-Weltmeisterschaft

#### Gesamtübersicht
| Saison | Team                                                   | Chassis                        | Motor                    | Rennen | Siege | Zweiter | Dritter | Poles | schn. Rennrunden | Punkte | WM-Pos. |
| ------ | ------------------------------------------------------ | ------------------------------ | ------------------------ | ------ | ----- | ------- | ------- | ----- | ---------------- | ------ | ------- |
| 1989   | EuroBrun Racing                                        | EuroBrun ER188B EuroBrun ER189 | Judd CV 3.5 V8           | –      | –     | –       | –       | –     | –                | –      | —       |
| 1989   | Rial Racing                                            | Rial ARC2                      | Ford Cosworth DFR 3.5 V8 | –      | –     | –       | –       | –     | –                | –      | —       |
| 1990   | Motor Racing Developments                              | Brabham BT58                   | Judd EV 3.5 V8           | 2      | –     | –       | –       | –     | –                | –      | —       |
| 1990   | Moneytron Onyx Formula One Monteverdi Onyx Formula One | Onyx ORE-1B                    | Ford Cosworth DFR 3.5 V8 | 5      | –     | –       | –       | –     | –                | –      | —       |
| Gesamt | Gesamt                                                 | Gesamt                         | Gesamt                   | 7      | –     | –       | –       | –     | –                | –      |         |

#### Einzelergebnisse
| Saison | 1    | 2    | 3    | 4    | 5    | 6    | 7    | 8    | 9    | 10   | 11 | 12 | 13  | 14 | 15 | 16 |
| ------ | ---- | ---- | ---- | ---- | ---- | ---- | ---- | ---- | ---- | ---- | -- | -- | --- | -- | -- | -- |
| 1989   |      |      |      |      |      |      |      |      |      |      |    |    |     |    |    |    |
| DNQ    | DNPQ | DNPQ | DNPQ | DNPQ | DNPQ | DNPQ | DNPQ | DNPQ | DNPQ | DNPQ |    |    | DNQ |    |    |    |
| 1990   |      |      |      |      |      |      |      |      |      |      |    |    |     |    |    |    |
| DNF    | DNF  | DNF  | 7*   | DNF  | 15   | DNQ  | DNQ  | DNF  | DNQ  |      |    |    |     |    |    |    |

| Legende  | Legende            | Legende                                                          |
| Farbe    | Abkürzung          | Bedeutung                                                        |
| -------- | ------------------ | ---------------------------------------------------------------- |
| Gold     | –                  | Sieg                                                             |
| Silber   | –                  | 2. Platz                                                         |
| Bronze   | –                  | 3. Platz                                                         |
| Grün     | –                  | Platzierung in den Punkten                                       |
| Blau     | –                  | Klassifiziert außerhalb der Punkteränge                          |
| Violett  | DNF                | Rennen nicht beendet (did not finish)                            |
| Violett  | NC                 | nicht klassifiziert (not classified)                             |
| Rot      | DNQ                | nicht qualifiziert (did not qualify)                             |
| Rot      | DNPQ               | in Vorqualifikation gescheitert (did not pre-qualify)            |
| Schwarz  | DSQ                | disqualifiziert (disqualified)                                   |
| Weiß     | DNS                | nicht am Start (did not start)                                   |
| Weiß     | WD                 | zurückgezogen (withdrawn)                                        |
| Hellblau | PO                 | nur am Training teilgenommen (practiced only)                    |
| Hellblau | TD                 | Freitags-Testfahrer (test driver)                                |
| ohne     | DNP                | nicht am Training teilgenommen (did not practice)                |
| ohne     | INJ                | verletzt oder krank (injured)                                    |
| ohne     | EX                 | ausgeschlossen (excluded)                                        |
| ohne     | DNA                | nicht erschienen (did not arrive)                                |
| ohne     | C                  | Rennen abgesagt (cancelled)                                      |
| ohne     | keine WM-Teilnahme |                                                                  |
| sonstige | P/fett             | Pole-Position                                                    |
| sonstige | 1/2/3/4/5/6/7/8    | Punktplatzierung im Sprint-/Qualifikationsrennen                 |
| sonstige | SR/kursiv          | Schnellste Rennrunde                                             |
| sonstige | *                  | nicht im Ziel, aufgrund der zurückgelegten Distanz aber gewertet |
| sonstige | ()                 | Streichresultate                                                 |
| sonstige | unterstrichen      | Führender in der Gesamtwertung                                   |

### Le-Mans-Ergebnisse
| Jahr | Team                  | Fahrzeug      | Teamkollege  | Teamkollege | Platzierung | Ausfallgrund |
| ---- | --------------------- | ------------- | ------------ | ----------- | ----------- | ------------ |
| 1991 | Porsche Kremer Racing | Porsche 962CK | Tiff Needell | Tomas Lopez | Ausfall     | Unfall       |

### Einzelergebnisse in der Sportwagen-Weltmeisterschaft
| Saison | Team          | Rennwagen   | 1   | 2   | 3   | 4   | 5   | 6   | 7   | 8   |
| ------ | ------------- | ----------- | --- | --- | --- | --- | --- | --- | --- | --- |
| 1991   | Kremer Racing | Porsche 962 | SUZ | MON | SIL | LEM | NÜR | MAG | MEX | AUT |
| 1991   | Kremer Racing | Porsche 962 |     |     |     | DNF |     | 8   |     |     |